# تشارلز لين باتن
تشارلز لين باتن (بالإنجليزية: Charles Lynn Batten)‏ هو أكاديمي أمريكي، ولد في 1941.